# 스칼라 곡률
스칼라 곡률(scalar曲率, 영어: scalar curvature 또는 Ricci scalar)은 리치 곡률 텐서의 대각합이다. 리만 다양체의 곡률을 나타내는 스칼라장이다. 기호는 대개 지표(index) 표기법에서는 {\displaystyle R}이나, 지표를 쓰지 않는 표기법에서는 리만 곡률 텐서 및 리치 곡률 텐서와 혼동되므로 {\displaystyle S} 또는 {\displaystyle s}를 쓰기도 한다.

## 정의
리만 다양체 {\displaystyle (M,g)}의 리치 곡률 텐서 {\displaystyle \operatorname {Ric} }을 생각하자. 스칼라 곡률은 (계량 텐서 {\displaystyle g}의 역을 써 정의한) 리치 텐서의 대각합이다. 즉,
{\displaystyle S=\operatorname {tr} _{g}\operatorname {Ric} }
지표를 넣어 쓰면 다음과 같다.
{\displaystyle S=R_{ij}g^{ij}}.

## 성질
2차원에서는 리만 곡률 텐서의 성분이 대칭에 따라 하나밖에 없다. 따라서 스칼라 곡률만으로 곡률이 결정된다. 또한, 2차원에서는 가우스 곡률의 두 배다.